# Стефан Киндерман
Стефан Силвестер Емануел Киндерман (Беч, 28. децембар 1959) аустријски је шаховски велемајстор. Играо је 1998. године у плеј-офу на Светском првенству у шаху. Представљао је Немачку и Аустрију на осам шаховских олимпијада и аутор је неколико шаховских књига.

## Биографија
Стефан Киндерман је рођен 28. децембра 1959. године у Бечу. Његов отац, Готфрид-Карл Киндерман, добио је место професора 1967. године и преселио се са породицом у Минхен. Управо тамо, са дванаест година, Стефан је приступио шаховском клубу „Post SV Munich”. Куп Dähne је освојио 1978. године и донео одлуку да постане професионални играч.

## Каријера
Између осталог, Киндерман је делио прво место у Дортмунду 1985. године и освојио је турнире у Билу/Бјену 1986. и Старом Смоковецу, 1987. У 1988. години стекао је титулу велемајстора. У 1989. години, освојио је шаховски фестивал у Бад Верисхофен испред Тонија Мајлса и Лукаса Бранера. Највећи успех био му је освојено прво место на Видмаровом меморијалном зонском турниру у Птују 1995. На тај начин се квалификовао за нокаут фазу Светског првенства у шаху 1998, где га је елиминисао у другом кругу велемајстор Жилберто Милош из Бразила.
Киндерман је представљао Немачку на шест шаховских олимпијада од 1982. до 1994. године и постигао 33 поена из 56 партија. Године 2005, прешао је у Аустријску шаховску федерацију и представљао Аустрију на шаховским олимпијадама у Дрездену 2008. године и Истанбулу 2012. Његови најбољи резултати су били на 26. шаховској олимпијади 1984. и 28. шаховској олимпијади 1988, оба пута у Солуну, у Грчкој, где је постигао 7,5/11 оба пута, и освојио 4, односно 6. место, на трећој табли за Немачку.
Он је такође представљао Немачку на Европском тимском шампионату у шаху два пута, 1983. и 1989. године, и представљао Аустрију два пута 2009. и 2011. године. Освојио је тимску бронзану медаљу и заузео четврто место на четвртој табли на такмичењу у Хајфи 1989.
Стефан Киндерман појавио на „Norddeutscher Rundfunk” (НДР) телевизији, играјући у осмиој серији Би-Би-Сијевог The Master Game турнира у 1983. години.
Киндерман игра у немачкој шаховској Бундеслиги дуги низ година, а његов тим ФК Бајерн освојио је немачко првенство девет пута. Од 2009. године игра за Минхенски клуб MSA Zugzwang. У аустријској Бундеслиги игра за Меркур Грац и Шпаркасе Енбах.
Аутор је неколико шаховских књига, укључујући књиге о Француској Винавер варијацији (заједно са Улрихом Диром, 2001,  978-3-935748-00-1), Лењинградској варијанти Холандске одбране (2002,  978-3-935748-03-2) и Шпанској варијанти измене (2005,  978-3-283-00469-9). Од 2000. до 2003. године, радио је за Chessgate шаховског издавача. Такође пише недељну шаховску колумну за недељник Süddeutsche Zeitung. У 2010. години, заједно са Робертом К. фон Вајцзекером, објављује књигу Краљев план. Стратегије за ваш успех ( 978-3-498-07370-1). Књига објашњава стратешке моделе, развој шаховске стратегије, у облику наступа и радионица за директоре.
Студијом завршнице, коју је компоновао на Тиман 50 турниру у 2002. години, на 50. рођендан Јана Тимана освојио је прву награду. Такмичење се састојало од 95 студија композитора из 23 земље.

## Лични живот
Киндерман је дипломирао 1996. године као мастер неуролингвистичког програмирања. Ради и као лични тренер. Заједно са Гералдом Хернеком, Романом Крулихом и Дианом Денглер, основао је Минхенску шаховску академију 2005. године и Минхенску шаховску фондацију, 2007. године, која помаже деци из дисфункционалних породица.
Ожењен је и има једну ћерку.